# Pfarrkirche Kleinhain

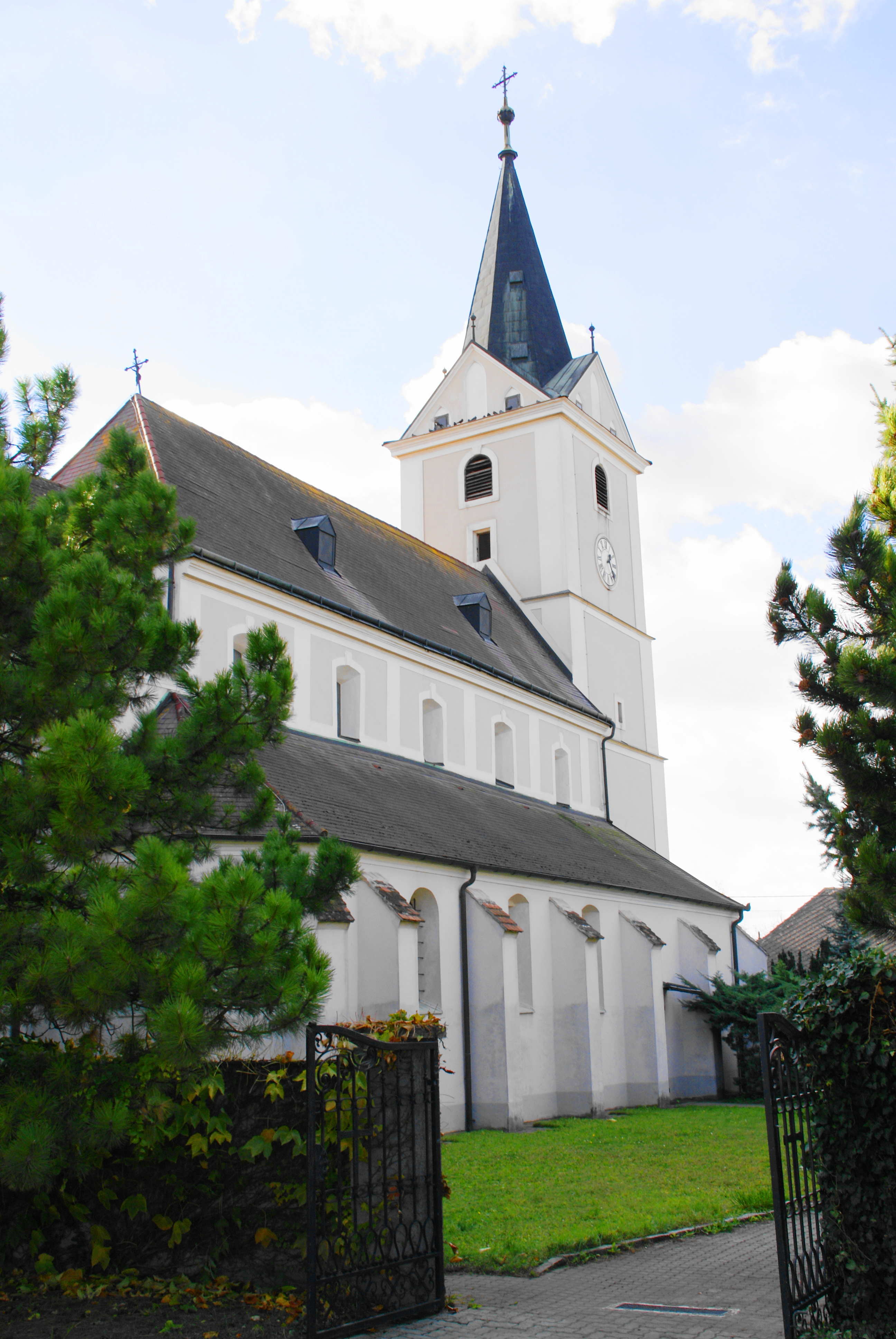
Die Pfarrkirche von Kleinhain, NÖ

Die Pfarrkirche von Kleinhain ist die römisch-katholische Kirche und der „Immaculata“ – der Unbefleckten Empfängnis der Gottesmutter Maria geweiht (Patrozinium 8. Dezember). Die Pfarre Hain ist dem Stift Herzogenburg inkorporiert und gehört zum Dekanat Göttweig, Diözese St. Pölten.
Sie ist neben der Pfarrkirche Obritzberg die zweite Pfarrkirche in der Marktgemeinde Obritzberg-Rust. Die Pfarrkirche steht unter Denkmalschutz (Listeneintrag).

## Geschichte

### Frühgeschichte
Die Ortschaft Hain an der Römerstraße gelegen, die von St. Pölten (Cetium) nach Mautern (Faviana) führte, hat wahrscheinlich schon zur Römerzeit existiert, Belege dafür gibt es allerdings keine.
Der Ortsname Hain wird als Niederlassung der von den Zeitgenossen Hunnen oder Heunen genannten Awaren gedeutet, die unmittelbar nach dem Sturz Tassilos III. durch Karl den Großen im Jahr 788 bis zur Enns vorstießen.
Am 5. Juli 1014 ermöglichte Kaiser Heinrich II. durch Besitzschenkungen die Errichtung der Pfarre Herzogenburg. Diese Pfarre umfasste ein großes Seelsorgegebiet, zu dem auch Hain gehörte.
Die älteste urkundliche Erwähnung des Ortes Hain geschieht um 1186.
Um 1250 gehörte die Kirche von Heun zum Hochstift Passau. Das Kirchenlehen besaßen die Söhne des Sigfrid von Zekkinge, dem heutigen Zagging.
Der erste Kapellenbau wurde wahrscheinlich um 1350 vollendet, am 29. September 1359 wurde von Adolf Becklein eine Stiftung zur Marienkapelle in Hain für vier heilige Messen gestiftet, im Jahre 1367 ein ewiges Licht durch Rudolf Herr zu Losenstein und zu Zagging.
Die Einkünfte der Kapelle waren bald so groß, dass sie einen Priester versorgen konnten. Der Besitzer von Zagging hatte das Recht, diesen zu präsentieren. Der erste namentlich bekannte Priester hieß Otto und war Pleban (Leutepriester) von Hain (um 1370).
1429 erscheint die Kapelle in Heun als Lehen der Pebringer, wovon ein Grabstein erhalten ist (Anfang 15. Jahrhundert).
Im Jahre 1431 stiftete Brigitta nach dem Willen ihres verstorbenen Mannes Bernhard von Pebran eine heilige Messe.
Die Kirche in Hain erlebte im 15. Jahrhundert einen großen Aufschwung, zeitweise waren dann drei Geistliche in Hain.
Die Brüder Jakob und Christoph Grabner zu Rosenburg kauften im Jahre 1491 die österreichischen Lehen zu Zäckhing von Leopold von Neydögg von Rana (auch Ranna, Renna). Christoph Grabner ließ sich in der Kirche von Hain begraben (um 1517).

### Zeit der Glaubensspaltung
Sebastian I. Grabner zu Rosenburg, Sohn von Christoph, kam als Verordneter des Ritterstandes zweimal mit der lutherischen Lehre auf dem Reichstag zu Augsburg in Kontakt. Schon 1534 hielt er trotz des Verbotes des Landesfürsten einen lutherischen Prediger auf seinem Schloss in Zagging, von wo sich der Protestantismus rasch auf die umliegenden adeligen Schlösser ausbreitete.
Als Folge entfielen der Kapelle Hain viele Einnahmen.

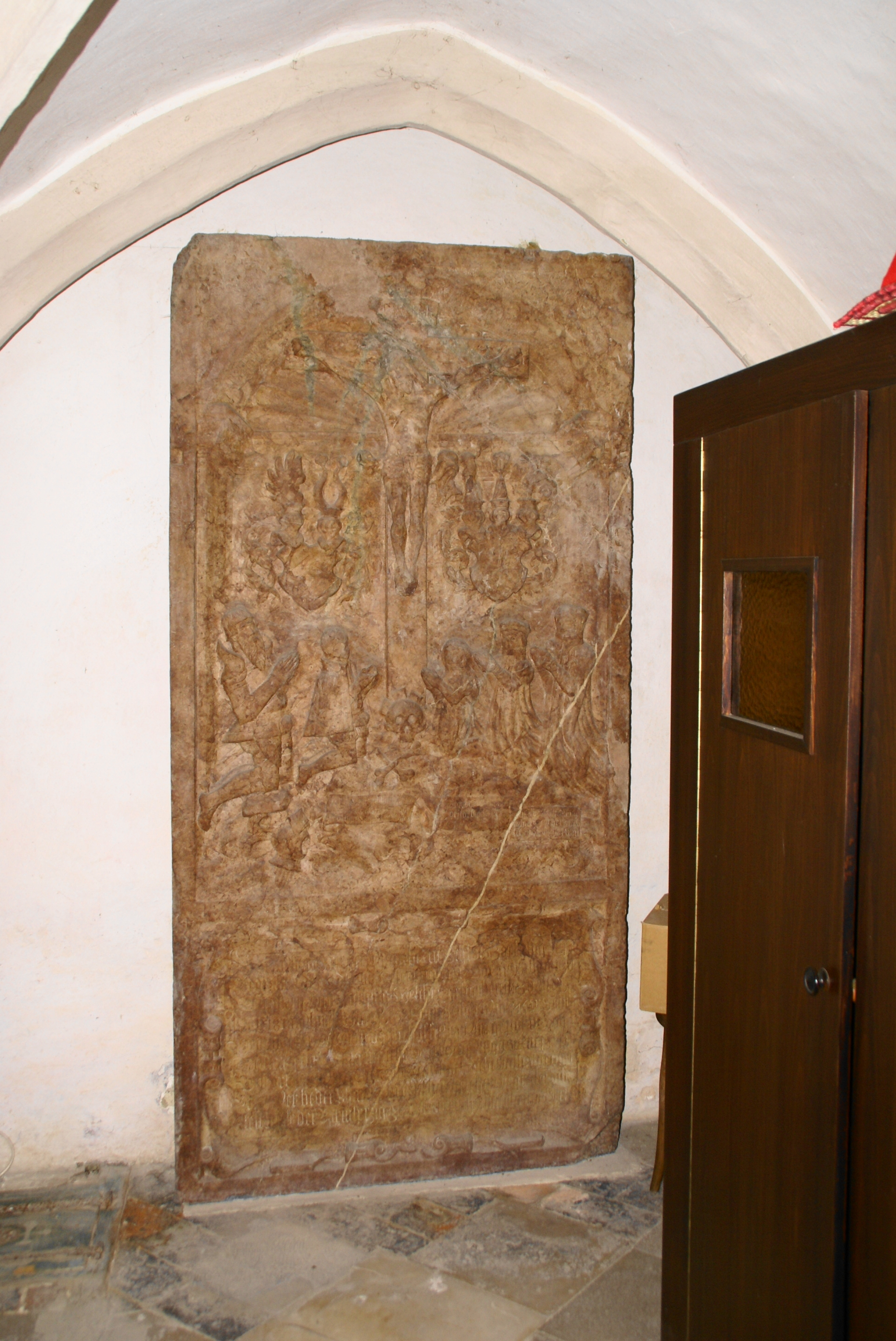
Grabstein des Georg (Jörg) Grabner zu Rosenburg, 1541

Der Protestantismus verbreitete sich auch innerhalb der katholischen Kirche immer mehr, sodass eine Zeitlang auch alle katholischen Priester heirateten. Hain wurde zu einem Zentrum dieser Bewegung.
Bei der Wahl des Propstes am 6. Mai 1550 in Herzogenburg wurde ein verheirateter Beneficiat von Hain als Zeuge angeführt (Augustiner-Chorherr).
Georg (Jörg) Grabner zu Rosenburg errichtete 1559 ein Beneficium für zwei Geistliche, die der Reformation zugetan waren. Bald darauf wurde ein eigener protestantischen Prediger in Hain bestellt (Ulrich Eingießer), wodurch Hain der Pfarre Herzogenburg und dem katholischen Glauben entzogen wurde.
Freiherrn Helmhart Jörger von Tollet bekommt durch die Verehelichung von Elisabeth, der Tochter des Georg Grabner zu Rosenburg Zagging in den Besitz, die überzeugte Anhänger der neuen protestantischen Kirche waren. Diese rebellierten als Schirmherrn über die Kirche in Hain gegen Kaiser und Kirche.

### Die Gegenreformation in Hain
Seit dem Trienter Konzil (1545–1563) begann sich die Katholische Kirche zu erneuern, was auch bedeutenden Einfluss auf Hain hatte.
Hans Helmreich Jörger auf Zacking war derjenige, der sich am wenigsten in die neue Lage der Gegenreformation hineinfinden konnte, denn Propst Martin von Herzogenburg stellte am 14. Februar 1622 die Bitte um Rückgabe der Pfarre Hain und Abschaffung des lutherischen Prädikanten.
Es folgte durch dessen Verweigerung ein jahrelanger verbitterter Rechtsstreit, der mit der Kreuzigung „des Maiers“ skurrile Ausmaße annahm (1636).
1647 war der Zwist endlich beendet, doch der inzwischen katholische Johann Quintin Jörger (Geheimrat und Statthalter unter Leopold I.) fing den Zwist nach 10 Jahren von neuem an, die endgültige Einigung erfolgte erst 1661.
Wegen der früheren Stiftungen verglich sich das Stift Herzogenburg 1687 mit dem Grafen und verpflichtete sich, jährlich 81 heilige Messen in der Kirche zu Hain und im Schloss zu Zagging zu lesen.
In diese Zeit fällt auch die 2. Türkenbelagerung, die über die Gegend großes Unheil brachte, das Schloss Zagging wurde allerdings nie eingenommen.
1713 wurde von Propst Wilhelm der ehemalige Pfarrhof zu Großhain in einen Meierhof umgestaltet und verkauft.

### Gründung der Pfarre Hain

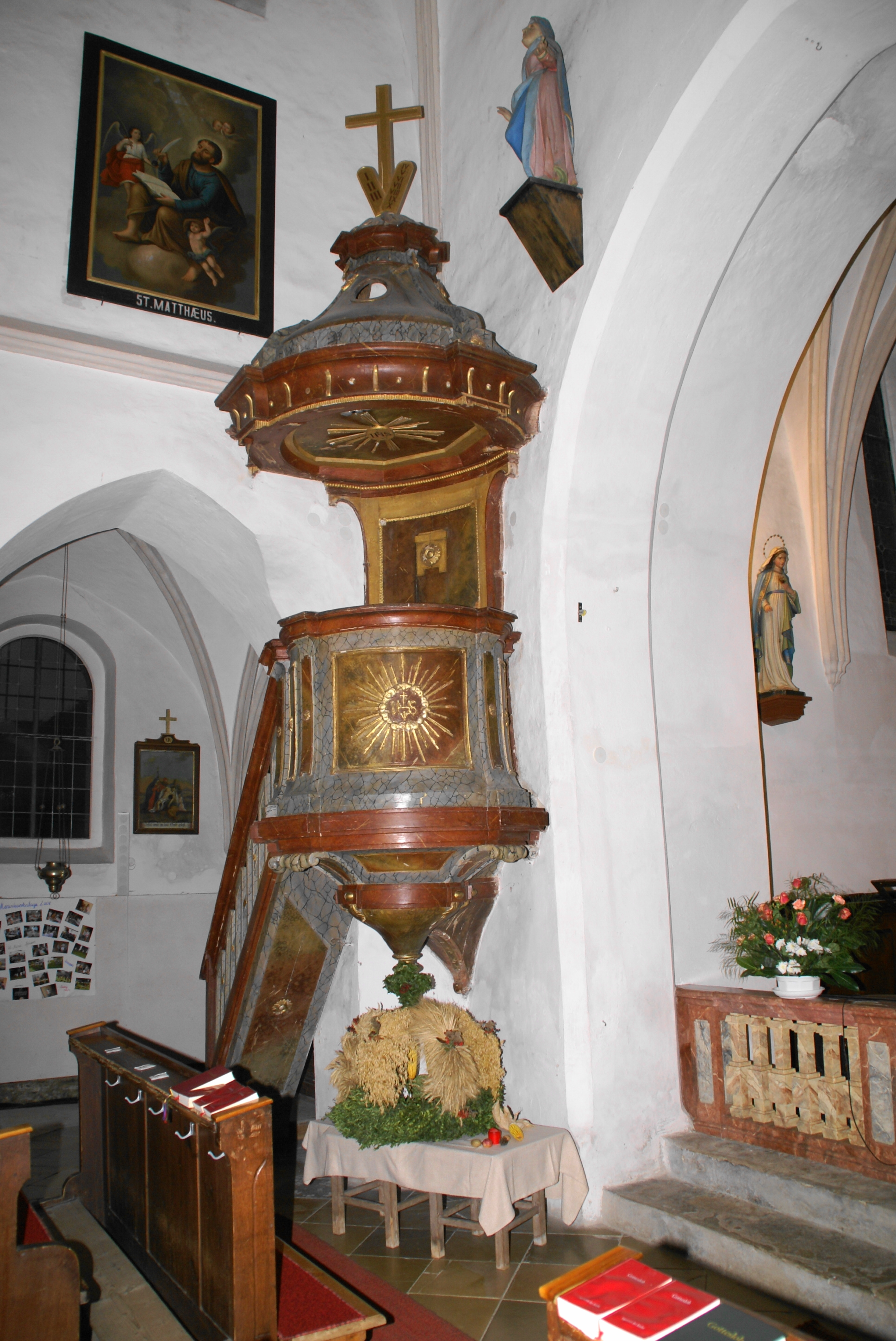
Die barocke Kanzel der Pfarrkirche Kleinhain

Am 1. November 1783 wurde im Zuge der Kirchenreform von Kaiser Joseph II. die Kirche zu Hain zu einer Pfarrkirche erhoben und dem Stift Herzogenburg inkorporiert.
Da die Pfarre Hain sonst dem Stift verloren gegangen wäre, war das Stift Herzogenburg verpflichtet, einen Pfarrhof auf eigene Kosten zu errichten, was im Jahr 1784 durch den Baumeister Josef List in klassizistischen Stil erfolgte.
Die Pfarre Hain besitzt alte Pfarrbücher, beginnend mit der Mitte des 16. Jahrhunderts; das Sterbe- und Trauungsbuch beginnt mit dem Jahre 1628, das Taufbuch mit 1634.

### Von Franzosenzeit bis Weltkrieg
1805 und 1809 wüteten die Franzosen im Pfarrgebiet, unter anderem zündeten sie den Pfarrhof und viele weitere Häuser an.
1822 wurde der Kreuzweg mit 14 Bildern angeschafft, 1827 eine vollständige Innenrenovierung durchgeführt.
Norbert Zach (seit 1848 Seelsorger in Hain) wurde 1857 zum Propst geweiht.
Der Zwiebelturm der Pfarrkirche wurde im Sommer 1890 wegen Baufälligkeit abgetragen und durch ein Notdach ersetzt, erst 1896 folgte das heutige pyramidenförmige Turmdach. In diesem Jahr wurde die Renovierung mit der Vergoldung der Altäre und Kanzel abgeschlossen.
An die Gefallenen des Ersten Weltkrieges erinnert das 1920 errichtete Kriegerdenkmal. 1922 wurde die hölzerne russisch-orthodoxe Kapelle vom Gefangenenlager Spratzern nach Zagging übertragen und eingeweiht.
1931 wurde die Turmuhr angekauft.
1942 mussten die 3 größeren Glocken für Kriegszwecke abgeliefert werden – diese wurden erst 1949 wieder ergänzt.
Am 16. April 1945 kam frühmorgens die Rote Armee nach Kleinhain. Diese wüteten dermaßen, dass viele Leute gezwungen waren, zumindest während der ersten Zeit der russischen Besatzung wegzuziehen – es wird mündlich von ärgsten Gräueltaten berichtet.

### Die letzten Jahrzehnte

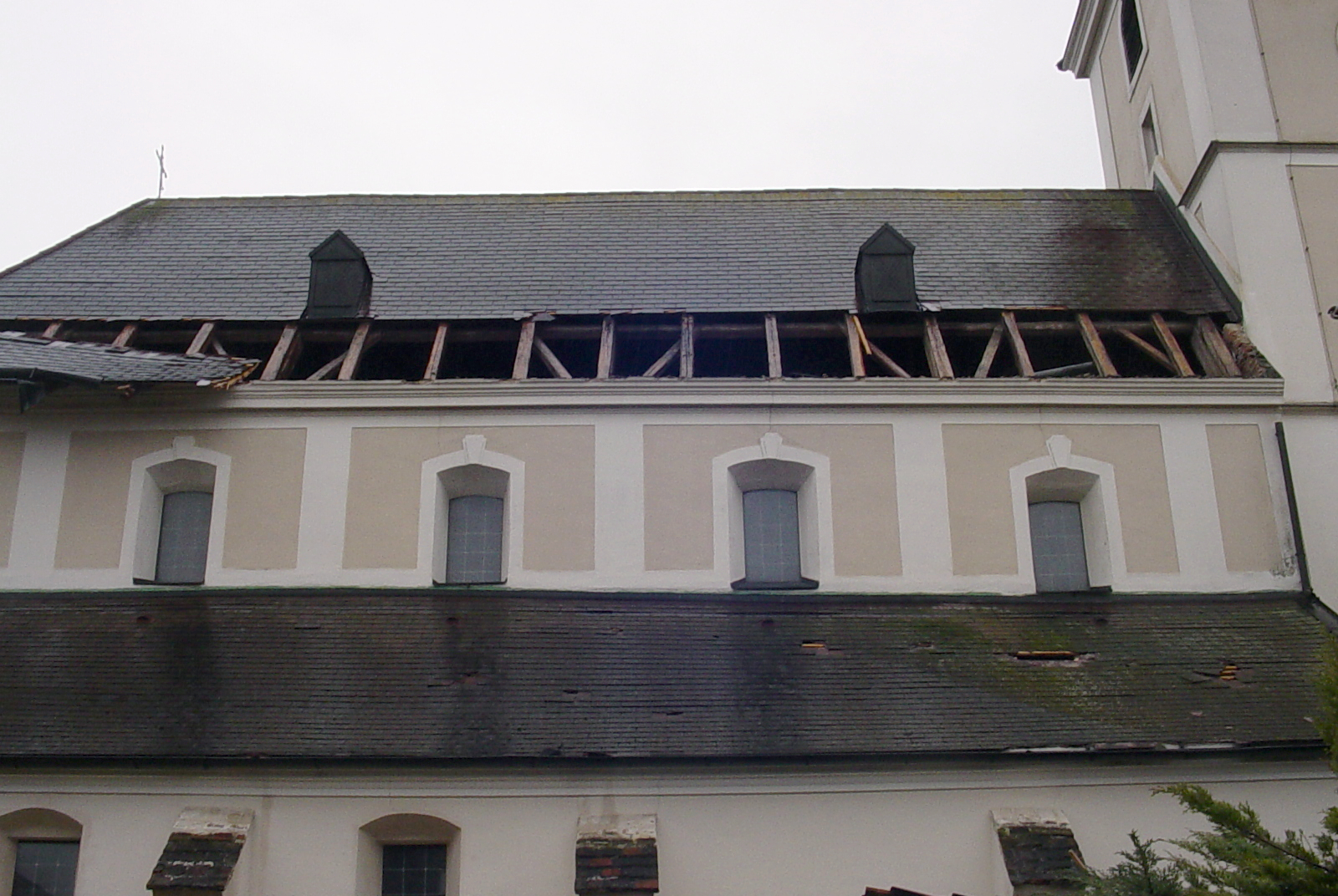
Sturmschaden an der Pfarrkirche am
19. Januar 2007 durch Sturm „Kyrill“

- 1956 wurde die Orgel einer gründlichen Reparatur unterzogen und elektrifiziert.
- 1966–1967 fand eine große Renovierung der Kirche statt (Kirchendach, Elektroanlagen, Hochaltar)
- 1968 Renovierung der doppelseitigen Madonna mit anschließender Ausstellung in Vorarlberg, Inbetriebnahme elektrische Kirchenheizung
- 1972 Renovierung der Holzteile des Hochaltares und 1973 der Orgel
- 1974 wurden 8 große Ölgemälde – die 4 Evangelisten und die 4 großen lateinischen Kirchenlehrer darstellend, nach einer gründlichen Restauration wieder in der Kirche aufgehängt.
- 1979 Fertigstellung der Aufbahrungshalle mit Kühlanlage (Eigentum der Gemeinde)
- 1981 Neue Dacheindeckung der Kirche
- 1983 Abschluss der Renovierung mit 200-Jahr-Feier
- 1988 Ankauf der neuen Orgel
- 2004–2009 Außenrenovierung des Pfarrhofes
- 2007 Schwerer Sturmschaden im Dachbereich der Kirche durch Sturm „Kyrill“
- 2008 Pfarrfirmung durch Pfarrer Prälat Karl Gindl († 28. März 2010)
- 2014 Eine probeweise installierte LED-Beleuchtung für den Advent wird als Kirchenbeleuchtung beibehalten (in Summe 300 Watt) – die Einschaltung erfolgt nur am Dienstag, Donnerstag, Samstag und Sonntag mit der Straßenbeleuchtung, Abschaltung jeweils um 23 Uhr
- 2015 Neueindeckung des Pfarrhof-Wirtschaftstraktes, Trockenlegung der südlichen Kirchenmauer – dadurch teilweise Änderung der Gräberanordnung, Restaurierung der „Doppelseitigen Madonna“ durch das Bundesdenkmalamt
- 2019 Neueindeckung des östlichen Pfarrhofbereiches und thermische Isolation der Decke, russisch-orthodoxes Totengedenken in der Dorfkapelle Zagging (ehem. Kriegsgefangenenlagerkapelle) anlässlich des 100-Jahr-Jubiläums der Lagerauflassung Spratzern.
- 2021 Digitale Innen- und Außenvermessung als Vorbereitung für eine künftige Innenrenovierung
- 2025 wurde mit Vorarbeiten für die Innenrenovierung begonnen, diese soll bis zur 250-Jahr-Feier 2033 abgeschlossen sein.[2]

## Baubeschreibung

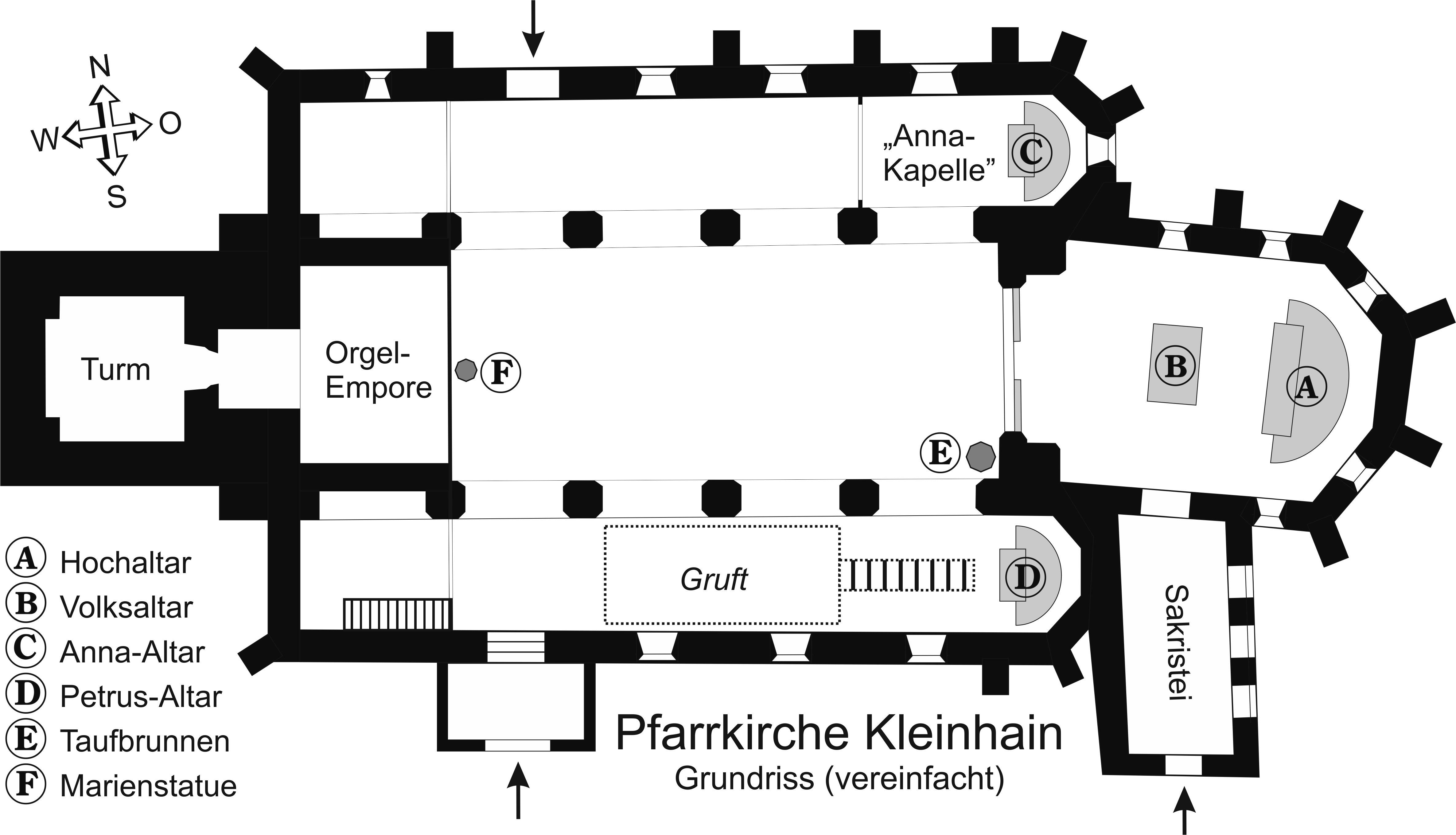
Grundriss der Kirche

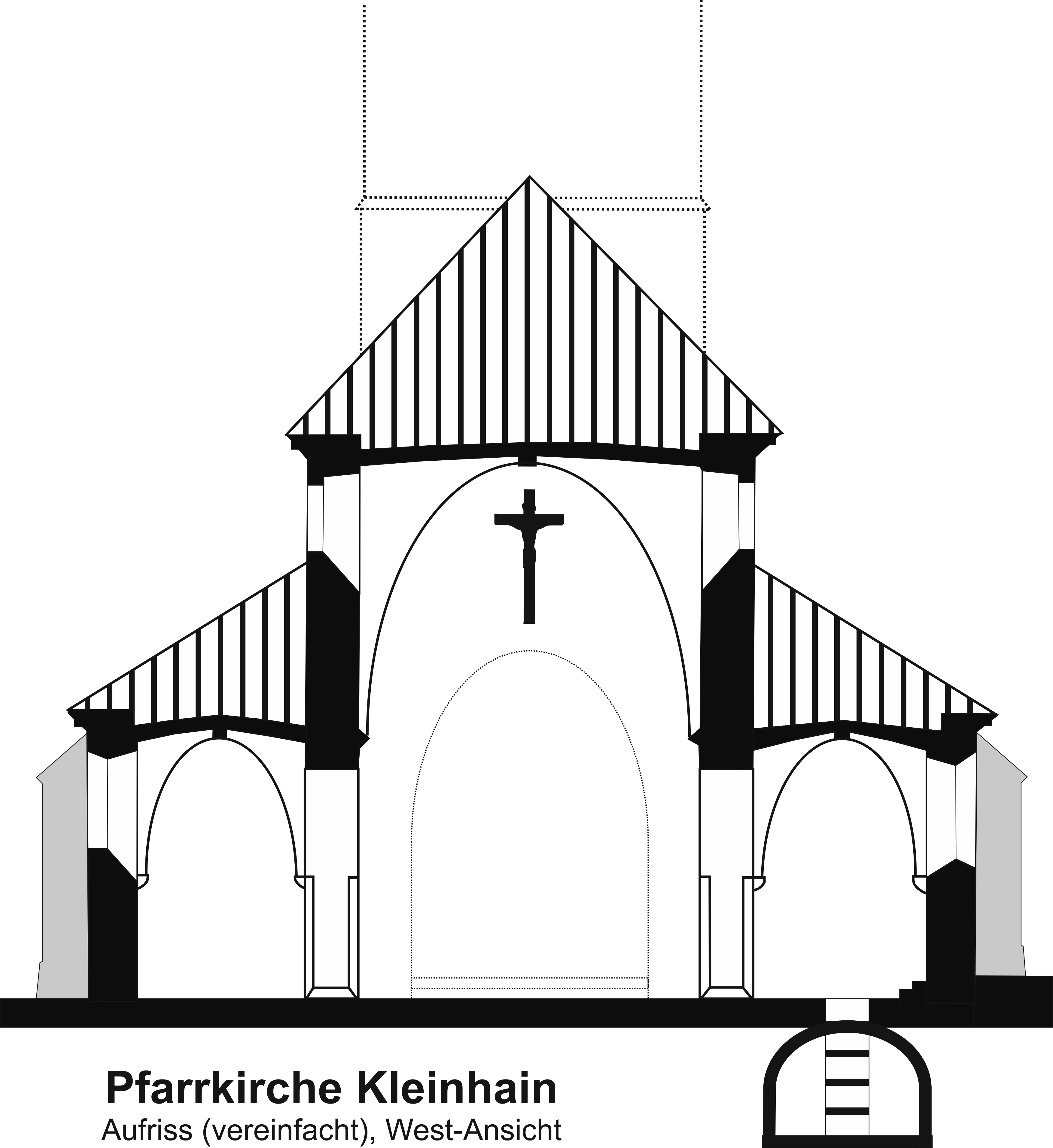
Aufriss – Westansicht

Die Pfarrkirche „Zur Unbefleckten Empfängnis“ – der „Immaculata“ ist eine gotische, dreischiffige, kreuzrippengewölbte Pfeilerbasilika mit wuchtigem, 37 m hohem Westturm und einem etwas jüngeren zweijochigen Chor. Das Langhaus und der Turm dürften um 1350 und der Chor um 1400 erbaut worden sein. Aus der 2. Hälfte des 14. Jahrhunderts stammen die drei Chöre mit 5/8-Schlüssen. 1896 wurde das pyramidenförmige Turmdach mit einem neugotischen Spitzhelm anstelle des früheren Zwiebeldaches gebaut.
Das Uhrwerk wurde 1931 angekauft und stammt von der Firma Thomas Fauner aus Saalfelden.

### Glocken
Die ersten Glocken wurden 1917, die zweiten 1942 für Kriegszwecke abgeliefert.
Heute besitzt Hain folgende vier Glocken:
- die große Glocke hat die Aufschrift „Hain 1949. Beata Virgo Maria“ (schöne Jungfrau Maria). An der Aufhängung ist das Wappen von Österreich, Niederösterreich, dem Stift Herzogenburg und von Propst Georg Hahnl zu finden
- eine zweite Glocke: „Für die Gefallenen – Hain 1949“ mit denselben vier Wappen (2011 wurde ein Haarriss festgestellt, bis zu einer Reparatur darf sie nicht mehr geläutet werden).
- eine dritte Glocke: „Beatus felix – Hain 1949“ (schönes glückliches Hain) ohne Wappen.
- Auf dem Zügenglöcklein (Totenglocke) ist ein Gekreuzigter dargestellt, dazu in einem Oval die Aufschrift Nr. 3405 D 1908 Max Samrasser in Wr. Neustadt „Ivo Solterer Parochus 1908“.

### Innenraum
Der schöne, einheitlich wirkende Innenraum liegt mit 5-jochigem Langhaus und je einem Seitenschiff mit Kreuzrippengewölben im gebundenen System vor.
Ein 2-jochiger Hauptchor mit verhältnismäßig tief herabgezogenen Gewölben und drei figuralen Schlusssteinen (sie wurden bei der Restaurierung 1966 übermalt), zeichnen diese Kirche aus.
Zu erwähnen ist noch die spitztonnengewölbte Westempore mit Maßwerkresten an der Brüstung.

### Altarraum

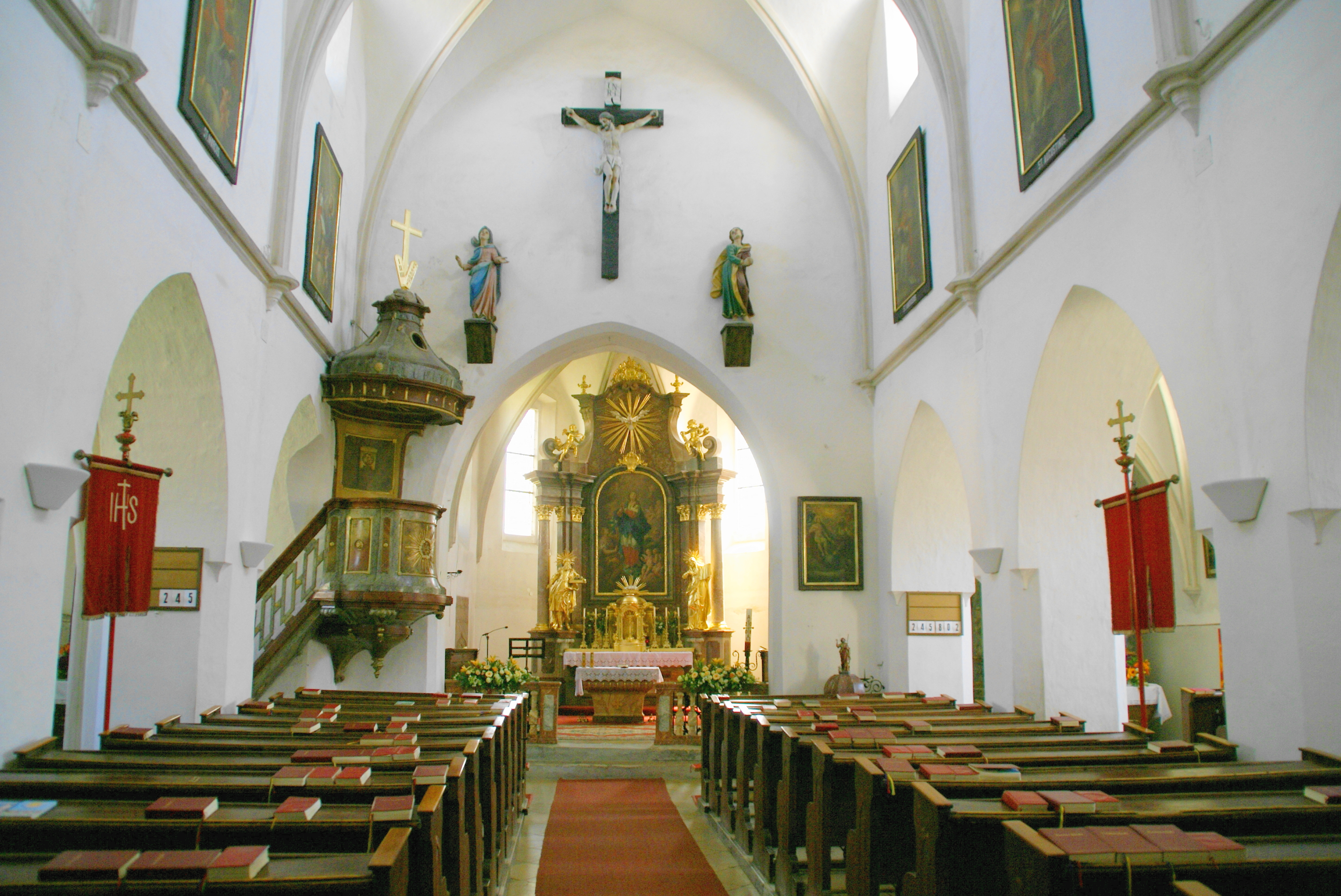
Blick zum Altarraum

Der barocke Hochaltar ist aus rotem Marmor (1713). Das farbenfrohe Hochaltarbild der „Immaculata“ ist ein reiferes Werk von Bartolomeo Altomonte Senior (signiert: „Bartho. Altomonte se. 1773“): Es zeigt eine fest auf einer Wolkenbank stehende Madonna.
Zu beiden Seiten des Hochaltares stehen die vergoldeten Figuren des heiligen Joachim (links) und der heiligen Anna (rechts), sowie am Aufsatz Skulpturen des Hl. Geistes (Taube) und der beiden vergoldeten Engel. Dieser Hochaltar kam nach Hain, weil er für den ursprünglich geplanten Aufstellungsort in der Stiftskirche Herzogenburg als zu klein befunden wurde.
Als weitere Ausschmückung im Presbyterium befindet sich an der linken Chorwand eine Muttergottesfigur, gegenüber eine Herz-Jesu-Figur (beide Ende 19. Jahrhundert).
Vier Grabsteine befinden sich in der Kirche:
- auf der Evangelienseite der Grabstein des Christoph Grabner
- auf der Epistelseite von Sebastian I. Grabner zu Rosenburg
- auf der Rückseite des Altares von Joachim Wisent
- beim Beichtstuhl der Grabstein des Georg (Jörg) Grabner zu Rosenburg (seit der Renovierung 1983)

Die ornamentalen Glasgemäldefenster stammen aus dem Jahre 1906.

### Die Seitenaltäre

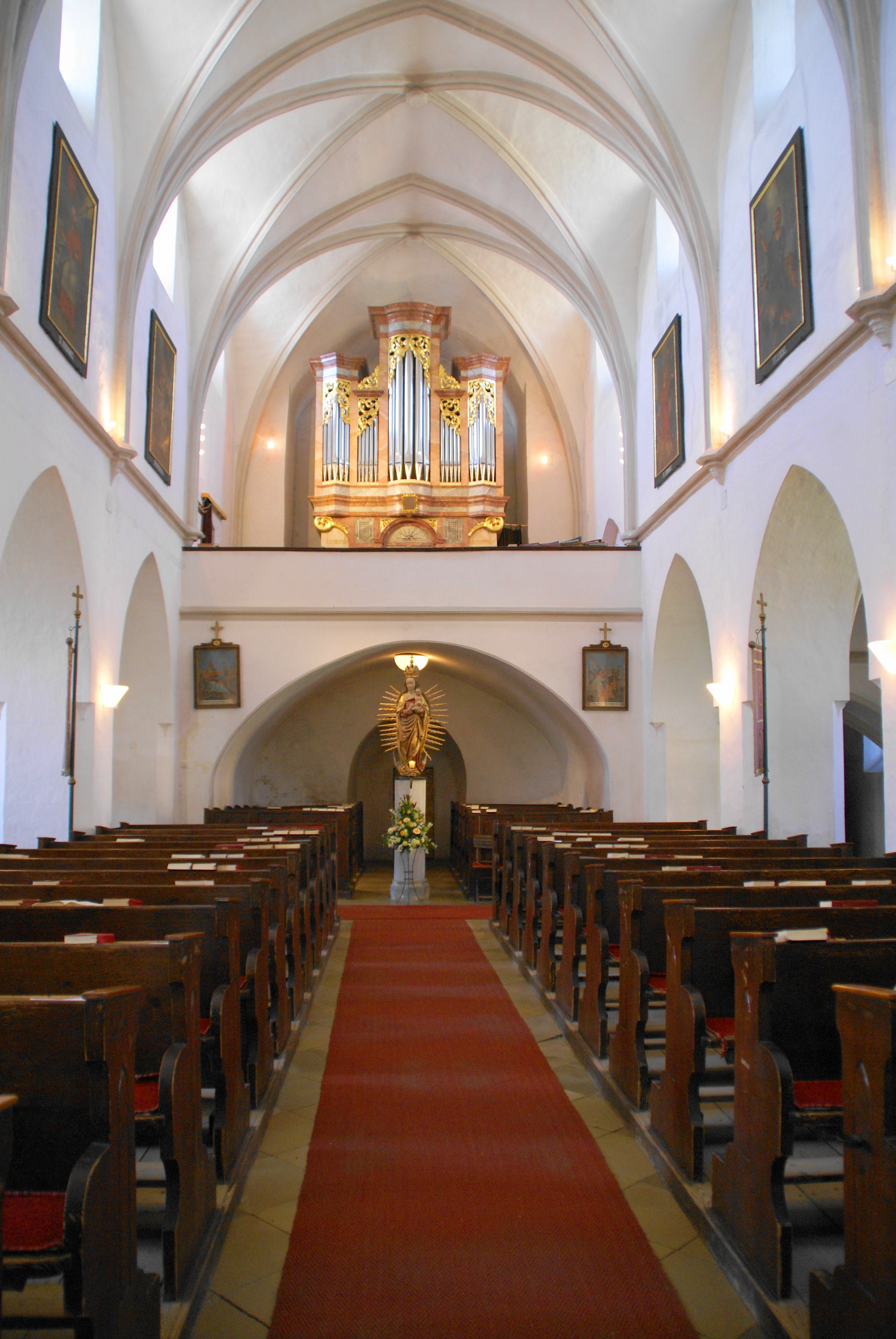
Blick vom Altarraum zur Orgel und doppelseitiger Madonna

Aus der 1. Hälfte des 18. Jahrhunderts stammt das linke Seitenaltarbild – es zeigt die heilige Anna, die Maria das Lesen beibringt, im Hintergrund Joachim. Aus derselben Zeit stammt auch das rechte Seitenaltarbild des hl. Petrus mit einer interessanten Darstellung der Stadt Rom. Vor diesem Seitenaltar befindet sich die von Quintin Jörger 1682 errichtete Gruft, in der einst zehn Angehörige der Familie begraben wurden (später nach Wien überführt). Die beiden Seitenaltäre wurden 1853 nach Holzschäden erneuert.

### Kirchenschiff
Aus dem Ende des 18. Jahrhunderts stammt die spätbarocke Kanzel, die zuerst am ersten Pfeiler angebracht, im Jahre 1802 herabgenommen und marmoriert wurde. Danach wurde sie links vorne im Kirchenschiff angebracht.
Der kleine, gotische, achteckige Taufstein aus rotem Marmor befindet sich gegenüber der Kanzel rechts vorne im Kirchenschiff.
An den Hochwänden des Langhauses sind je vier barocke Ölbilder angebracht: links die Darstellung der Evangelisten, gegenüber jener der lateinischen Kirchenväter.
Anfang des 16. Jahrhunderts dürfte eine barocke Kreuzigungsgruppe entstanden sein, die über dem Scheidbogen zu sehen ist.
Ein Kreuzweg mit 14 Kreuzwegbildern (1822 angekauft) schmückt dieses Gotteshaus.

### Orgel
Die alte Orgel stammte aus dem Jahr 1905. Sie hatte 8 Register und stammte aus der Werkstatt von Franz Capek, Krems. 1919 umgebaut und 1971 durch G. Hradetzky von Krems restauriert, wurde sie 1988 durch eine neue Orgel der Orgelbaufirma Helmut Allgäuer, Grünbach a. Schneeberg, ersetzt.
Es handelt sich dabei um eine mechanische Schleifladenorgel mit eingebautem Spieltisch und 2 Manualen. Gehäuse: marmoriert gefasst, barockisierender fünfachsiger, vor- und zurückschwingender Prospekt, Schleierbretter aus vergoldetem Rankenwerk gebildet.

#### Disposition
Hauptwerk:
Prinzipal: 8’, Rohrflöte: 8’, Octave: 4’, Spitzflöte: 4’, Quinte: 3’, Mixtur: 1 1/3’ 4f.
Oberwerk:
Gedeckt: 8’, Rohrflöte: 4’, Flöte: 2’, Cornett: 2f (ab g)
Pedal:
Subbass: 16’, Octavbass: 8’

## Doppelseitige Madonna

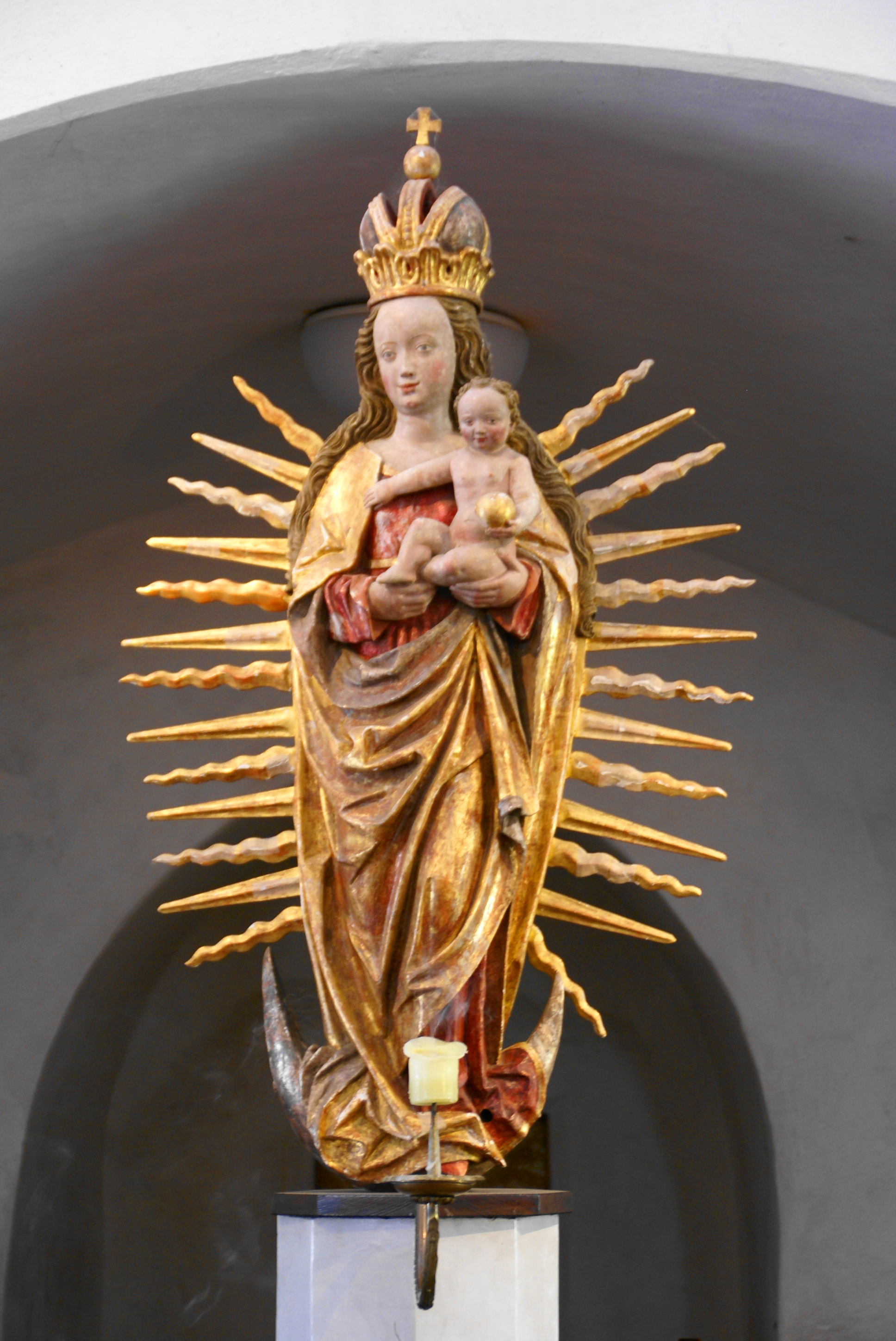
Die Doppelseitige Madonna von Kleinhain

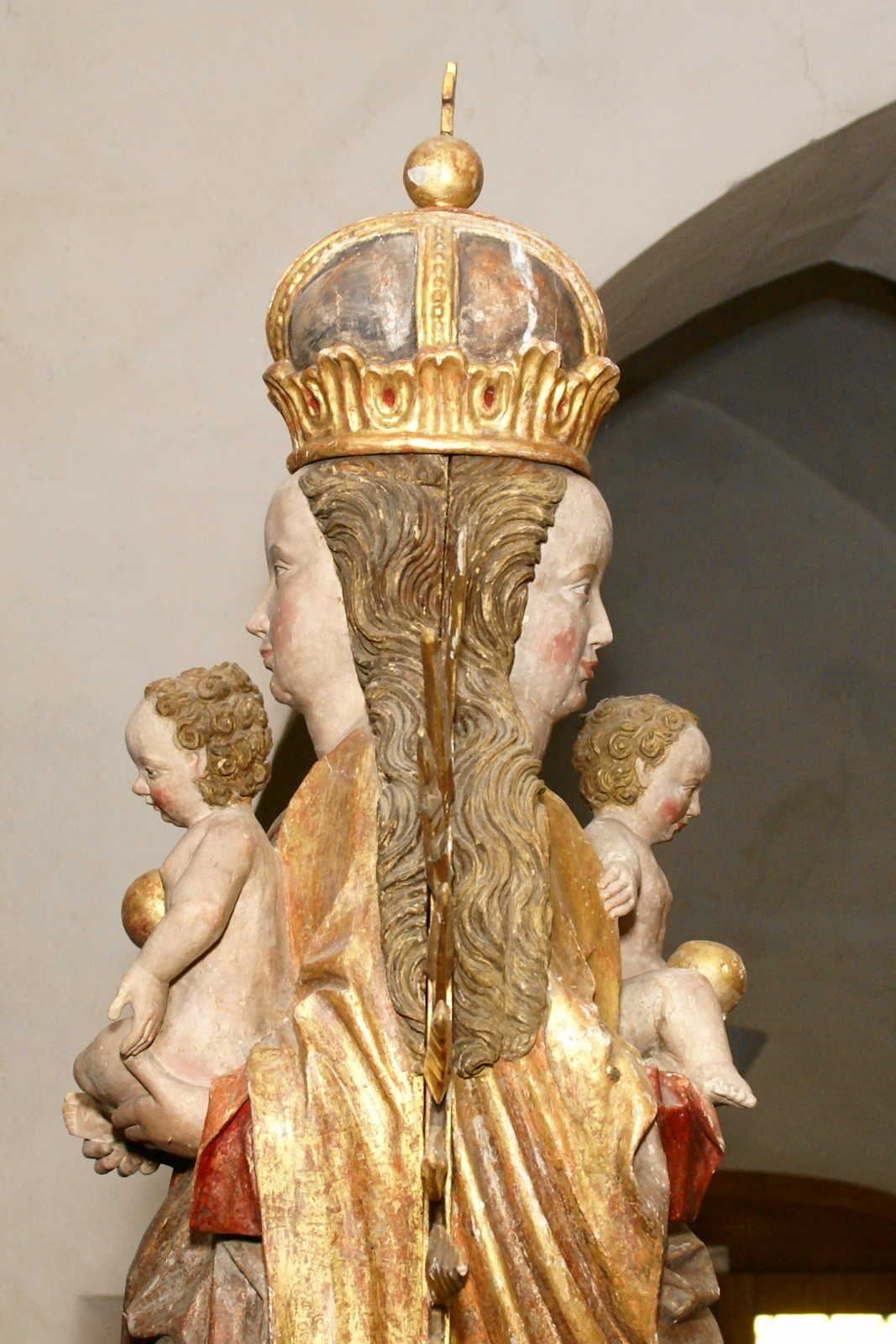
Seitenansicht der doppelseitigen Madonna

Die doppelseitige geschnitzte Madonna mit Kind aus Holz mit völlig gleicher Vorder- und Rückseite, ein Kultbild, das an die alte Wallfahrt erinnert, steht auf einer Säule im hinteren Kirchenschiff. Sie wurde 1968 aufwendig restauriert, anschließend in mehreren österreichischen Städten ausgestellt und 1972 wieder auf den angestammten Platz in der Kirche Kleinhain gestellt.
Die Wurzeln werden (nach Expertisen) unterschiedlich angegeben:
- als vorchristliche und vorrömische (keltische) Fruchtbarkeitsfigur auf einer Mondsichel stehend oder
- als Madonna

Sicher ist jedoch die große Seltenheit einer solchen Darstellung und die Entstehungszeit um 1520 (Expertise des BDA Wien 2016: geschaffen von einem bedeutenden Künstler seiner Zeit aus dem Bereich des heutigen NÖ).
Früher befand sich diese Statue vorne im Chorraum der „Frauenkirche“ und wurde von den sehr zahlreichen Wallfahrern mehrmals umschritten. Die Wallfahrt nach Hain endete in der Zeit Josephs II.
Am 23. Juni 2015 wurde die Statue vom Bundesdenkmalamt für eine weitere aufwändige Restaurierung und zur genaueren Erforschung der Historie abgeholt, die Neuaufstellung erfolgte am 7. November 2016 im Mittelschiff.

## Priester in Hain
- ca. 1370 Otto
- ca. 1430 Lorenz von Waidhofen
- ca. 1430 Johannes (Gesellpriester)
- vor 1492 Wolfgang Grabschopph
- ca. 1492 Stephan Volkher (Valkhen)
- ca. 1527 Paul FiexI
- ca. 1544 Simpert Schinnerl
- ca. 1557 Thomas Zatten
- ca. 1557 Sebastian Perger
- ca. 1566 Ulrich Eingießer (Protestant)
- ca. 1575 Daniel Kauxdorf (Protestant)
- ca. 1630 Johann Harlander
- ca. 1630 Erasmus Zeller
- ca. 1634 Johann Nerdlinger
- ca. 1636 Johannes Obermayr

Von 1783 bis 1964 kamen alle Pfarrer aus dem Stift Herzogenburg; zwei von ihnen wurden zu Pröpsten des Stiftes bestellt: Bernard Kluwick und Norbert Zach.

## Pfarrer in der Pfarre Hain
- Josef Leuthner 1783–1794
- Laurenz Justinian Kling 1794–1799
- Thaddäus Payer 1799–1801
- Frigdian Mies 1801–1806
- Paulus Schon 1806–1813
- Anton Fank 1813–1817
- Heinrich Landsteiner 1817–1820
- Bernard Kluwick 1820–1826
- Ludwig Mangold 1826–1830
- Theodor Patruban 1830–1831 (Provisor)
- Wilhelm Bielsky 3. Januar bis 16. Mai 1831 (Provisor)
- Mathäus Mühlberger 1831–1834
- Wilhelm Bielsky 1834–1841
- Franz Piringer 1841–1848
- Norbert Zach 1848–1857
- Ludwig Kintscher 1857–1865
- Alois Heinz 29. Januar bis 19. April 1865 (Provisor)
- Johann Kolm 1865–1904
- Ambros Benierschke 21. Januar bis 23. April 1904 (Provisor)
- Ivo Solterer 1904–1911
- Ulrich Brauner 1911–1916
- Alois Hog 1916–1936
- Felix Ernst 1936–1958
- Michael Aigner 1958–1964
- GR Pater Emil Müller (Weißer Vater) 1965–1984
- H. Hugo de Vlamink 1984–1991
- H. Thomas Höfer: September 1991 bis September 1992
- Ambrosius Straka 1992–2000
- Prälat Karl Gindl 2000–2009
- H. Leopold Klenkhart 2009 bis 31. August 2021
- "Solidarische Betreuung" durch das Stift Herzogenburg
- Josef Seeanner (ab 1. Sept. 2023)

## Pfarrleben in Hain
Die Pfarre Hain ist eine vergleichsweise kleine Pfarre und zählt nur mehr ca. 550 Katholiken:
- Ministranten: Einige Buben und Mädchen im Alter zwischen 8 und 10 Jahren gestalten teilweise die Gottesdienste mit. Zudem engagieren sie sich als Sternsinger und beim Ratschen in den Kartagen.
- Kirchenchor Hain: die Gründung des Kirchenchores ist nicht überliefert, jedoch ist sein Bestand seit mindestens 1890 gesichert. Alljährlich wird ein Adventkonzert gestaltet und unregelmäßig an der "Langen Nacht der Kirchen" teilgenommen.
- Pfarrbücherei Hain: aus der ehemaligen Schulbibliothek entstand ca. 1950 die öffentliche Bibliothek des LFW Hain (Ländliches Fortbildungswerk), das diese Aufgabe jedoch 1962 nach der Übersiedlung in den Pfarrhof an die Pfarre übergab, die seit dieser Zeit diese öffentliche Bibliothek betreibt. Jeden Sonntag können Bücher, Hörbücher, DVDs und E-Books ausgeliehen werden. Alljährlich wird eine Buchausstellung mit Neuvorstellungen organisiert. Die Marktgemeinde Obritzberg-Rust und das Land NÖ unterstützt die Bücherei finanziell.
- Kath. Bildungswerk (KBW-Hain): organisiert Weiterbildungsveranstaltungen in spiritueller, aber auch in Richtung Allgemeinwissen.
- Pfarrgemeinderat: der aktuelle Pfarrgemeinderat wurde am 19. März 2017 für die Dauer von 5 Jahren gewählt und besteht aus 13 Personen, 10 Frauen und 3 Männer, sowie dem Pfarrer (Vorsitz)
- Pfarrkirchenrat: dieser ist für die finanzielle Gebarung der Pfarre Hain verantwortlich. Er besteht neben dem Pfarrer, der den Vorsitz führt, aus 2 vom Pfarrgemeinderat entsandten, und weiteren 2 vom Pfarrer bestimmten Mitgliedern. Die Anzahl der Mitglieder wird vom Bischof festgelegt.
- Frauenrunde (kfb): führt das Palmbuschenbinden, Binden der Erntesträußchen und ein Fastensuppen-Essen durch.